# Matt Cooke (Radsportler)

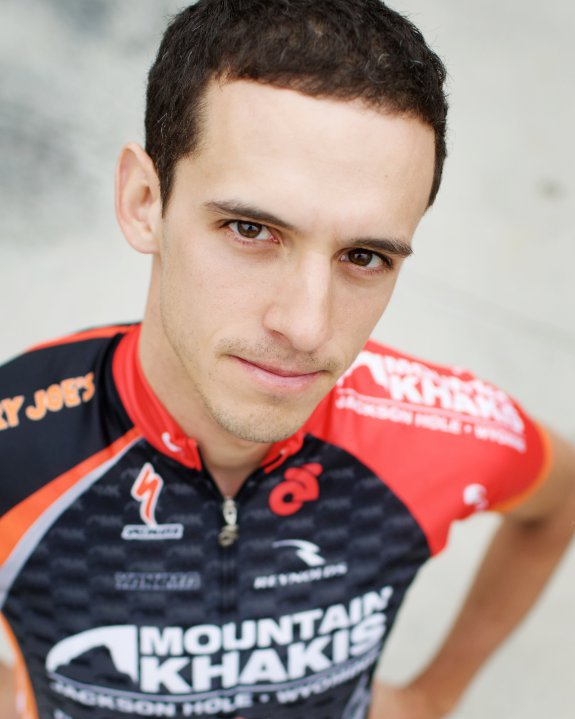
Matt Cooke (2010)

Matt Cooke (* 8. Mai 1979 in Boulder) ist ein ehemaliger US-amerikanischer Straßenradrennfahrer.
Matt Cooke konnte 2005 die Gesamtwertung der Tour of Ohio für sich entscheiden. Im Jahr darauf gewann er zwei Etappen beim Green Mountain Stagerace und wurde auch Erster der Gesamtwertung. Außerdem gewann er das USAC Road Festival Road Race. 2007 wurde er Profi beim Professional Continental Team Navigators Insurance, und 2008 wechselte er zu Health Net-Maxxis. Von 2011 bis 2012 fuhr Cooke für das Team Exergy. In seinem zweiten Jahr dort gewann er jeweils eine Etappe beim Sea Otter Classic und bei der Tour de Beauce.
Ende der Saison 2014 beendete er seine Karriere.

## Erfolge
2012
- eine Etappe Tour de Beauce

## Teams
- 2006 LSV/Kelly Benefit Strategy
- 2007 Navigators Insurance
- 2008 Health Net-Maxxis
- 2009 Battley Harley-Davidson
- 2010 Mountain Khakis-Jittery Joe’s
- 2011 Team Exergy
- 2012 Team Exergy
- 2013 Jamis-Hagens Berman
- 2014 Jamis-Hagens Berman